# Chiesa di Sant'Ambrogio (Lierna)
La chiesa di Sant'Ambrogio di Lierna è una chiesa romanica situata a Lierna, nella frazione di Villa.
Il suo campanile risale all'anno mille, ed è uno dei più antichi della Lombardia.

## Storia
La dedicazione a Sant'Ambrogio è da ricondurre al fatto che, in periodo altomedievale, il territorio di Lierna - che apparteneva ai monaci milanesi della basilica milanese di San Dionigi - dipendeva dall'Arcidiocesi di Milano.
Tra la fine del Cinquecento e il primo quarto del Seicento, la chiesa fu oggetto di una campagna di lavori finalizzati a un primo ingrandimento dei volumi. I lavori si conclusero con la riconsacrazione dell'edificio, avvenuta nel 1627. Un secondo ampliamento avvenne nel 1778.

## Descrizione
La chiesa si presenta con una facciata baroccheggiante, nella quale si aprono il portale d'ingresso e, sopra di esso, un finestrone dalla forma trilobata. All'interno di quest'ultimo trova posto una vetrata, databile agli inizi del Novecento, raffigurante il santo titolare della chiesa.
Tra le opere d'arte conservate nella chiesa spiccano il settecentesco altare maggiore in marmo, elaborato con alta probabilità durante i lavori del 1778, e la tela seicentesca di Sant'Ambrogio, oggi collocata nella prima cappella di sinistra ma un tempo probabilmente collocata sull'altare maggiore come pala. Alla prima metà dell'Ottocento è invece databile il clipeo del paliotto dell'attuale altare maggiore, nel quale è scolpita una rappresentazione del santo titolare. Altre raffigurazioni dello stesso santo si ritrovano nel ciclo di cinque affreschi che ornano la volta, realizzati nei primi decenni del Novecento da un artista della dinastia dei Tagliaferri.

## Le leggende di Lierna su S. Ambrogio

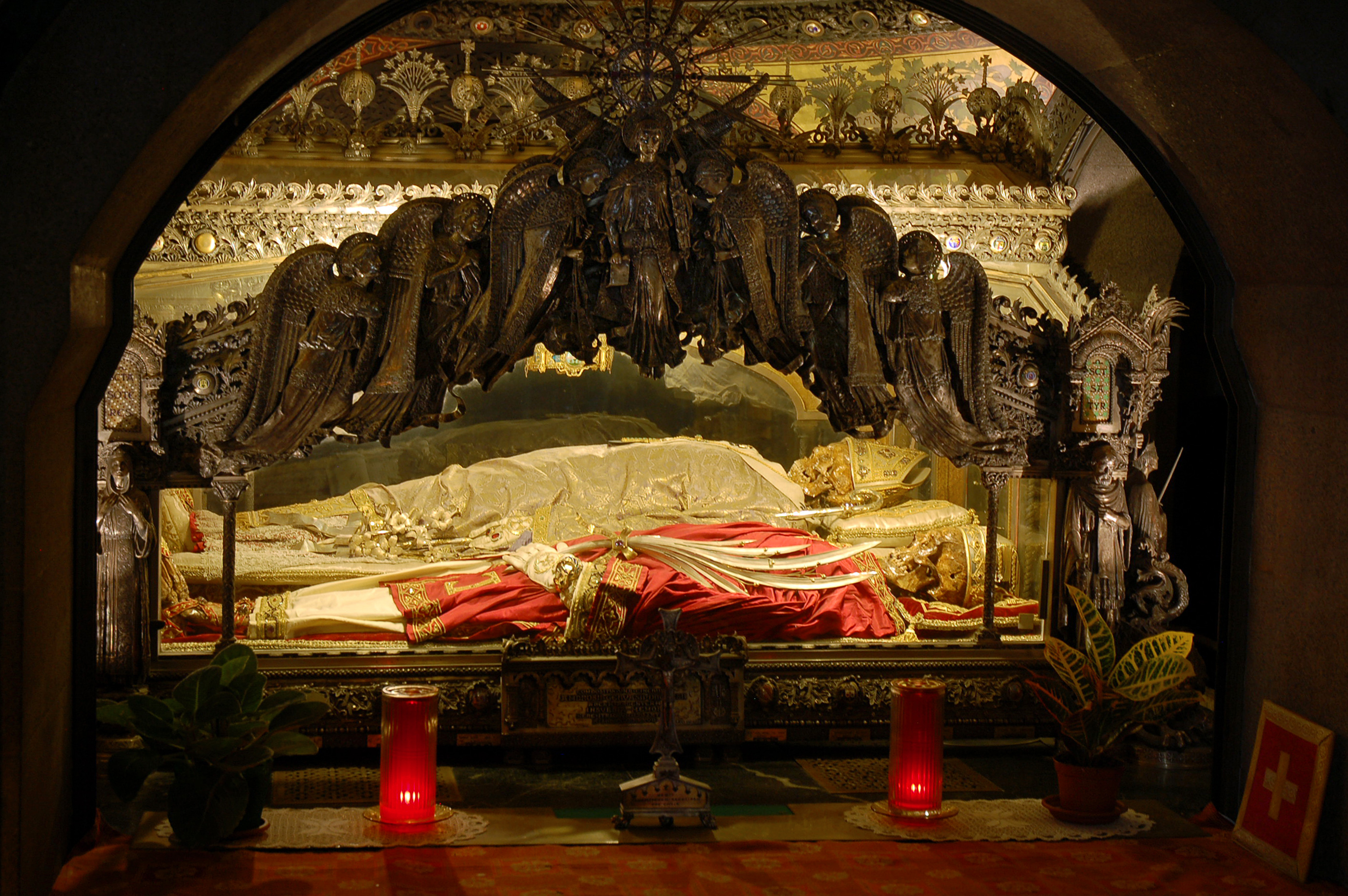
Spoglie mortali di Ambrogio e Gervasio, rivestite dei paramenti liturgici, nella cripta della Basilica di Sant'Ambrogio a Milano.

Su Sant'Ambrogio a Lierna vi sono numerose leggende miracolistiche, tramandate oralmente da generazioni, tra cui:
- Nelle montagna di Lierna, intorno al  1337, Ambrogio compariva a dorso di un cavallo e sguainando una spada dorata.
- Ambrogio, camminando per Milano, avrebbe trovato un fabbro che non riusciva a piegare il morso di un cavallo: in quel morso Ambrogio riconobbe uno dei chiodi con cui venne crocifisso Cristo. Dopo vari passaggi, un "chiodo della crocifissione" è tuttora appeso nel Duomo di Milano, a grande altezza, sopra l'altare maggiore e un altro, ma alcune leggende narrano che sia uno copia e che il vero sia stato seppellito a Lierna, come raccontava Giannino Castiglioni.
- Nella piazza davanti alla basilica di Sant'Ambrogio a Milano è presente una colonna, comunemente detta "la colonna del diavolo". Si tratta di una colonna dell'antica Roma, che si dice trasportata dalle terre di Lierna, sul lago di Como, che presenta due fori, oggetto di una leggenda secondo la quale la colonna fu testimone di una lotta a Milano tra Sant'Ambrogio ed il demonio. Il Demonio cercando di trafiggere sant'Ambrogio, trovò come impenetrabile scudo la colonna dell'Antica Roma di Lierna, dove conficcò le corna. Dopo aver tentato a lungo di divincolarsi, il demonio riuscì a liberarsi e, terrorizzato, fuggì per sempre. La tradizione popolare vuole che i fori odorino ancora oggi di zolfo e che appoggiando l'orecchio alla pietra si possano sentire i suoni dell'inferno. In realtà questa colonna originariamente veniva usata per l'incoronazione con l'alloro degli imperatori germanici.